# Dipodomyces monstruosus
Dipodomyces monstruosus är en svampart som beskrevs av Thaxt. 1931. Dipodomyces monstruosus ingår i släktet Dipodomyces och familjen Laboulbeniaceae.   Inga underarter finns listade i Catalogue of Life.